# Adam Frederik Trampe
 Der er flere personer med dette navn, se Adam Frederik Trampe (1750-1807).
Adam Frederik (Friderich) rigsgreve Trampe (født4. marts 1650 på Tenzerow i Pommern, død 26. april 1704 i Pressburg) var en dansk officer.

## Den Skånske Krig og Den Pfalziske Arvefølgekrig
Han var søn af befalingsmand over Uckermünde Philip von Trampe og Elisabeth født von Krassow. Som 18-årig tog han dansk krigstjeneste, 1670 blev han fændrik i feltherrens regiment, hvor han 1672 blev løjtnant og fire år efter kaptajn. I Den Skånske Fejde avancerede han rask; 1677 blev han major og året efter oberstløjtnant, men han måtte også døje adskilligt: han blev fanget i Helsingborg 1676, undveg, men blev året efter såret ved stormen på Malmø. Som så mange andre tyskfødte officerer fæstede Trampe en dansk brud; 24. maj 1683 ægtede han generaladmiral Cort Adelers datter, Sophie Amalie (10. august 1666 - 1734), og tilbragte nu en række fredelige år i hjemmet, som kun afbrødes af det lille hamborgske felttog 1686, hvori Trampe deltog med det Sjællandske Infanteriregiment, hvis chef han var blevet to år forinden. Trampe, som var en dreven hofmand, var meget yndet af Christian V, der gjorde ham til mentor for sin søn, Christian Gyldenløve; og fra 1691 til 1694 fulgte han sin unge myndling i Den Pfalziske Arvefølgekrig. Stillingen var ikke altid behagelig, den unge kongesøn chikanerede sin besværlige "Aufseher", men kongen lønnede ham ved 1693 at gøre ham til brigader, og marskal Luxembourg fremhævede hans tapperhed.

## Kampen mod Rákóczis opstand
Næppe var Trampe kommet hjem og havde etableret sig som godsejer ved at købe Løgismose og Flenstofte, før han på ny måtte udenlands, men denne gang som generalmajor og chef for det lille hjælpekorps, der fra 1696 til 1698 stod i kejserlig tjeneste. Sidstnævnte år blev korpset og dets chef overladte til August II, og Trampe erhvervede sig den polske konges gunst, som han alt havde opnået kejserens. Han kom hjem 1699, men året efter sendtes han i diplomatisk ærende til August II for at forlange hjælpetropper til den krig, som Danmark førte mod Gottorp og dets garanter. Sendelsen lykkedes, for så vidt som Sachsen virkelig sendte nogle regimenter til undsætning for Frederik IV, men hjælpekorpset gjorde kun ringe gavn. Trampe forblev nogle år hos August II; 1701 led han den skuffelse, at han ikke blev chef for det danske hjælpekorps, som udlejedes til kejseren, der gerne havde set ham i spidsen for det, men Frederik IV trøstede ham ved 1702 at give ham Det hvide Bånd, og året efter blev han generalløjtnant og fik ordre til at afløse Christian Gyldenløve som hjælpekorpsets chef. Han førte det fra Italien til Ungarn og kæmpede tappert og dygtig mod oprørerne, hvem han i foråret 1704 leverede en træfning på Donauøen Schütt. Han var dog allerede dengang syg til døden, og 26. april udåndede han i Pressburg, kort efter at kejser Leopold I havde udnævnt ham til rigsgreve. Hans lig førtes til København, hvor han er begravet i Vor Frue Kirke.